# 中川喜博
中川 喜博（なかがわ よしひろ、1953年5月6日 - ）は、日本の実業家。阪急阪神ホテルズ代表取締役会長。阪急電鉄元代表取締役社長。

## 来歴・人物
大阪府豊中市出身。豊中市立桜井谷小学校、豊中市立第二中学校、大阪府立池田高等学校、慶應義塾大学経済学部卒業。
1976年阪急電鉄入社。2005年取締役、2007年常務、2013年専務、2014年社長。
2017年に退任し、阪急阪神ホテルズ会長に就任。